# Hubschrauberlandeplatz Kiel-Holtenau (Unterland)

i7
i11
i13
Der Hubschrauberlandeplatz Kiel-Holtenau (Unterland) liegt im Kieler Stadtteil Holtenau unterhalb des Flugplatzes Kiel-Holtenau direkt an der Kieler Förde.
Er wurde bis 2012 vom Marinefliegergeschwader 5 der Bundeswehr genutzt und ist seither nicht mehr in Betrieb.